# Ichthyoptila stenothyris
Ichthyoptila stenothyris är en fjärilsart som beskrevs av Edward Meyrick 1936. Ichthyoptila stenothyris ingår i släktet Ichthyoptila och familjen Crambidae. Inga underarter finns listade i Catalogue of Life.